# Claudia Waldi
Claudia Waldi (nacida Claudia Engels, 29 de julio de 1964) es una deportista alemana que compitió en remo. Ganó siete medallas en el Campeonato Mundial de Remo entre los años 1984 y 1992.

## Palmarés internacional
| Representando a la RFA   |                          |                   |                           |
| Campeonato Mundial       |                          |                   |                           |
| Año                      | Lugar                    | Medalla           | Prueba                    |
| 1984                     | Montreal (Canadá)        | Medalla de oro    | Cuatro sin timonel ligero |
| 1985                     | Malinas (Bélgica)        | Medalla de oro    | Cuatro sin timonel ligero |
| 1986                     | Nottingham (Reino Unido) | Medalla de bronce | Cuatro sin timonel ligero |
| 1988                     | Milán (Italia)           | Medalla de bronce | Cuatro sin timonel ligero |
| 1989                     | Bled (Yugoslavia)        | Medalla de bronce | Cuatro sin timonel ligero |
| Representando a Alemania |                          |                   |                           |
| Campeonato Mundial       |                          |                   |                           |
| Año                      | Lugar                    | Medalla           | Prueba                    |
| 1991                     | Viena (Austria)          | Medalla de oro    | Doble scull ligero        |
| 1992                     | Montreal (Canadá)        | Medalla de oro    | Doble scull ligero        |